# Brabham BT58
Pour les articles homonymes, voir Brabham.
Chronologie des modèles (1989-1990)
Brabham BT56 Brabham BT59
La Brabham BT58 est une monoplace de Formule 1 engagée par l'écurie britannique Brabham Racing Organisation dans le cadre du championnat du monde de Formule 1 1989 et des deux premières manches du championnat du monde de Formule 1 1990. En 1989, elle est pilotée par le Britannique Martin Brundle et l'Italien Stefano Modena. Brundle est remplacé l'année suivante par le Suisse Gregor Foitek.

## Historique

### Saison 1989
Après une année d'absence à la suite de la revente de l'écurie par Bernie Ecclestone au constructeur italien Alfa Romeo, puis à l'homme d'affaires suisse Joachim Luhti, ce dernier inscrit Brabham Racing Organisation au championnat du monde de Formule 1 1989, aidé par la réduction des coûts permise par le bannissement des moteurs V6 turbocompressés.
Brabham, considérée comme une nouvelle écurie, doit donc passer l'écueil des préqualifications lors de la première moitié de la saison. Stefano Modena réussit systématiquement dans cet exercice, à l'inverse de Martin Brundle, qui échoue à se préqualifier au Canada et en France, alors que l'écurie britannique fête au Castellet sa 350e participation à un Grand Prix de Formule 1,,,.
L'écurie britannique effectue sa meilleure performance de la saison lors de la troisième manche du championnat, disputé à Monaco, lors duquel Martin Brundle et Stefano Modena se qualifient en quatrième et huitième positions. En course, Martin Brundle, alors troisième de l'épreuve, doit rejoindre son stand au quarante-neuvième tour pour remplacer la batterie de sa monoplace, installée sous son siège. Le Britannique franchit finalement l'arrivée à la sixième place, tandis que Modena termine troisième, obtenant son premier podium en Formule 1, mais aussi le 124e et dernier de l’histoire de Brabham,,.
Cette prestation permet à l'écurie d'éviter les préqualifications pour la deuxième partie de la saison, mais la BT58 se montre moins performante, en raison d'un moteur V8 Judd et de pneumatiques Pirelli peu compétitifs. Martin Brundle marque néanmoins le point de la sixième place en Italie, lors duquel Modena est exclu pour avoir oublié de faire peser sa monoplace,. Le Britannique marque les derniers points de la saison au Japon, où il termine cinquième.
À l'issue du championnat. Brabham se classe neuvième du championnat du monde des constructeurs, avec huit points. Stefano Modena et Martin Brundle sont dix-huitième et vingtième du championnat du monde des pilotes, avec quatre points chacun.

### Saison 1990
Brabham aligne la BT58 pour les deux premières manches du championnat du monde de Formule 1 1990, en attendant la mise au point de la Brabham BT59. Martin Brundle quitte l'écurie et dépose une plainte en justice pour salaire impayé et est remplacé par le Suisse Gregor Foitek, recruté pour deux Grands Prix seulement. Son père, Karl Foitek, apporte un complément de budget à l'écurie britannique, qui a été rachetée par le groupe japonais Middlebridge. En quatre engagements, la BT58 abandonne à trois reprises, mais Modena marque les deux seuls points de la saison lors de la manche inaugurale disputée aux États-Unis.
La BT58 est remplacée par la BT59 à partir du Grand Prix de Saint-Marin, troisième manche de la saison.

## Brabham BT58Y
En 1990, Brabham développe une BT58 mue par un bloc Yamaha OX88. Le châssis a dû être adapté au nouveau moteur en seulement six semaines par cinq ingénieurs dirigés par Martin O'Connor. Ainsi, le moteur Yamaha a été relié à la boîte de vitesses, les pontons et le capot moteur ont été rallongés de dix centimètres. Pour autant, le montage du capot moteur s'est révélé difficile et les ingénieurs ont été contraints de le couper afin d'accueillir le moteur V10. Les 28 et 29 juin 1990, David Brabham teste la nouvelle BT58Y sur le circuit de Silverstone. Un programme d'essais de plusieurs semaines est ensuite effectué au Japon sur le circuit de Sportsland SUGO, lors duquel la BT58Y est confiée à Ukyo Katayama et Damon Hill. Ces tests permettent de développer la Brabham BT59Y, engagée en Formule 1 en 1991.

## Résultats en championnat du monde de Formule 1
| Saison | Écurie                    | Moteur     | Pneus   | Pilotes        | Courses | Courses | Courses | Courses | Courses | Courses | Courses | Courses | Courses | Courses | Courses | Courses | Courses | Courses | Courses | Courses | Points inscrits | Classement |
| Saison | Écurie                    | Moteur     | Pneus   | Pilotes        | 1       | 2       | 3       | 4       | 5       | 6       | 7       | 8       | 9       | 10      | 11      | 12      | 13      | 14      | 15      | 16      | Points inscrits | Classement |
| ------ | ------------------------- | ---------- | ------- | -------------- | ------- | ------- | ------- | ------- | ------- | ------- | ------- | ------- | ------- | ------- | ------- | ------- | ------- | ------- | ------- | ------- | --------------- | ---------- |
| 1989   | Motor Racing Developments | Judd EV V8 | Pirelli |                | BRÉ     | SMR     | MON     | MEX     | USA     | CAN     | FRA     | GBR     | ALL     | HON     | BEL     | ITA     | POR     | ESP     | JAP     | AUS     | 8               | 9e         |
| 1989   | Motor Racing Developments | Judd EV V8 | Pirelli | Martin Brundle | Abd     | Abd     | 6e      | 9e      | Abd     | Npq     | Npq     | Abd     | 8e      | 12e     | Abd     | 6e      | 8e      | Abd     | 5e      | Abd     | 8               | 9e         |
| 1989   | Motor Racing Developments | Judd EV V8 | Pirelli | Stefano Modena | Abd     | Abd     | 3e      | 10e     | Abd     | Abd     | Abd     | Abd     | Abd     | 11e     | Abd     | Exc.    | 14e     | Abd     | Abd     | 8e      | 8               | 9e         |
| 1990   | Motor Racing Developments | Judd EV V8 | Pirelli |                | USA     | BRÉ     | SMR     | MON     | CAN     | MEX     | FRA     | GBR     | ALL     | HON     | BEL     | ITA     | POR     | ESP     | JAP     | AUS     | 2*              | 10e        |
| 1990   | Motor Racing Developments | Judd EV V8 | Pirelli | Gregor Foitek  | Abd     | Abd     |         |         |         |         |         |         |         |         |         |         |         |         |         |         | 2*              | 10e        |
| 1990   | Motor Racing Developments | Judd EV V8 | Pirelli | Stefano Modena | 5e      | Abd     |         |         |         |         |         |         |         |         |         |         |         |         |         |         | 2*              | 10e        |

Légende : ici 

* Aucun point marqué avec la Brabham BT59.